# 27e brigade de fusiliers motorisés de la Garde
Pour les articles homonymes, voir 27e brigade.
La 27e brigade de fusiliers motorisée de la Garde Sevastopolskaïa, décorée de l'ordre du Drapeau rouge et nommée en l'honneur du 60e anniversaire de l'URSS (russe : 27-я отдельная гвардейская мотострелковая Севастопольская Краснознамённая бригада имени 60-летия СССР) est une brigade des Forces terrestres russes, portant le numéro d'unité militaire 61899. L'unité fait partie de la 1re armée de chars de la Garde du district militaire ouest, stationnée à Mosrentgen, dans le district administratif de Novomoskovski de Moscou.

## Historique
La brigade tire ses origines du 535e régiment de fusiliers, formé en juillet 1940 dans la ville de Tchouhouïv de l'oblast de Kharkov. Du 8 août 1941 au 14 septembre 1941, au sein de la 127e division de fusiliers, il participe à des batailles près de Ielnia. Le 18 septembre 1941, pour le courage et la vaillance de son personnel, le régiment et le reste de la division deviennent une unité de la Garde, la division étant renommée la 2e division de fusiliers motorisés de la Garde.
Atamyrat Nyýazow, le père du premier président post-soviétique du Turkménistan Saparmyrat Nyýazow, se serait porté volontaire pour aller au front avec le 535e régiment pendant la Seconde Guerre mondiale. Selon des sources turkmènes officielles post-soviétiques, entourant le culte de la personnalité de son fils, il fut tué le 24 décembre 1942 lors de la bataille du Caucase.
L'unité sert dans le 404e régiment de fusiliers motorisés de la Garde de 1957 jusqu'au début des années 1980. En 1982, elle reçoit le titre honorifique « 60e anniversaire de l'Union des républiques socialistes soviétiques », célébré cette année-là.
Après de nombreuses années de service en tant que régiment, la brigade est activée lorsque le 1er juin 1983, à Tioply Stan, dans l'oblast de Moscou, la 27e brigade de fusiliers motorisés de la Garde est créée à partir de l'ancien 404e régiment. L'unité est brièvement transférée dans les troupes frontalières soviétiques en 1990-91 avant de revenir au contrôle de l'armée.

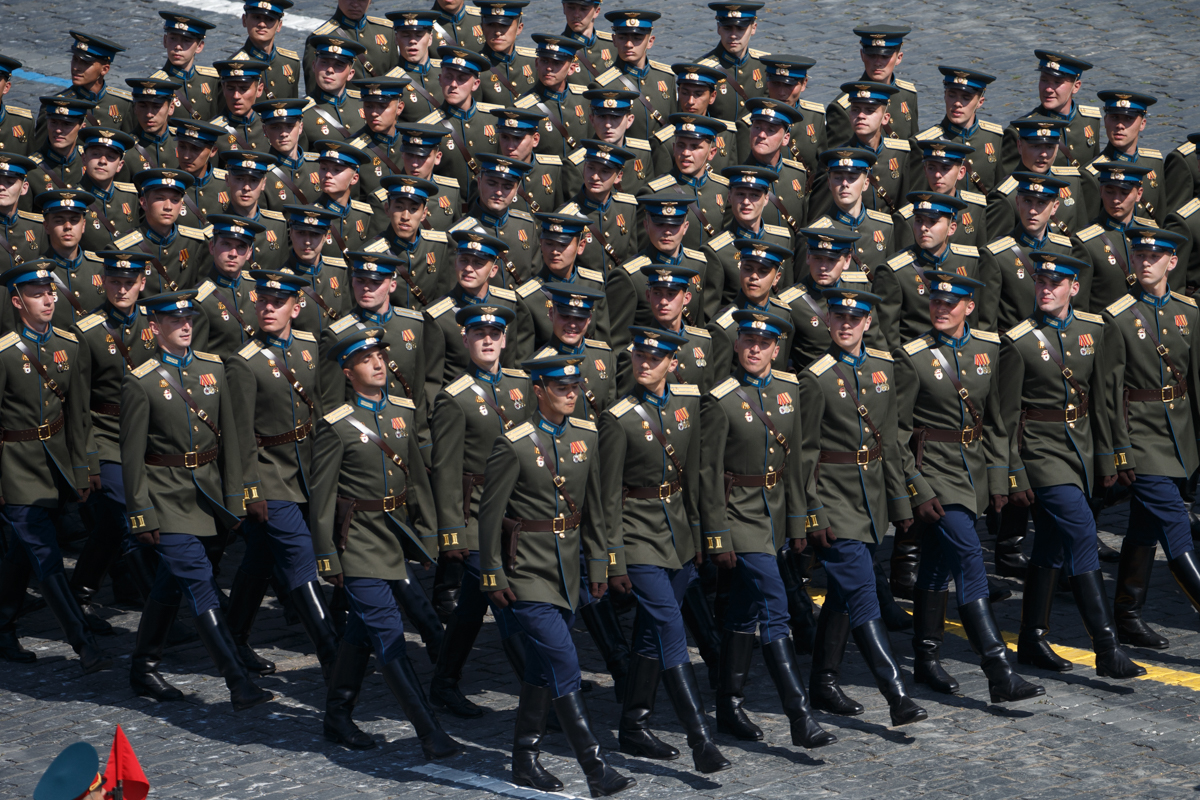
Les troupes de la brigade portant les uniformes des forces aériennes soviétiques lors du défilé du jour de la Victoire à Moscou en 2020.

La brigade fait maintenant partie de la 1re armée de chars de la Garde réformée après 2014. Elle est déployée lors de l'invasion russe de l'Ukraine en 2022 pour l'occupation de l'oblast de Kharkiv, participant notamment à la bataille de Soumy et la bataille d'Izioum. Au cours de la retraite de la brigade après la reprise d'Izioum par les forces ukrainiennes, le commandant le colonel Sergueï I. Safonov et un autre officier auraient respectivement poignardé une femme âgée et abattu son mari, les tuant tous les deux,.
Le 5 octobre 2024, les forces ukrainiennes ont bombardé les postes de commandement russes des 35e et 27e brigades de fusiliers motorisés avec des missiles Storm Shadow et des obus GMLRS,.

## Composition

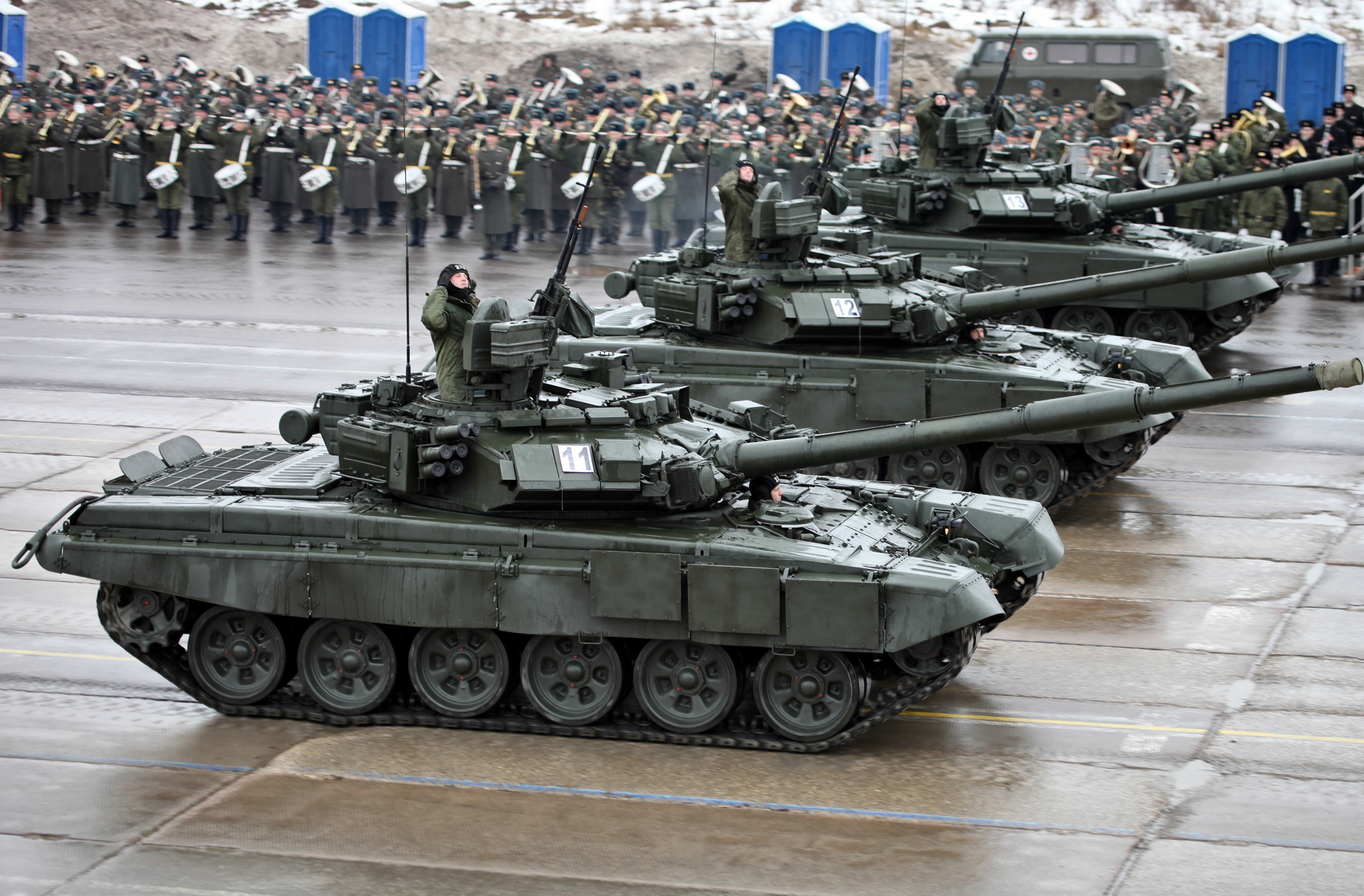
Chars de la brigade en parade à Alabino.

- 1er bataillon de fusiliers motorisés
- 2e bataillon de fusiliers motorisés
- 3e bataillon de fusiliers motorisés
- Bataillon blindé
- Division d'artillerie automotrice
- Division d'artillerie de roquettes
- Division des missiles antiaériens et d'artillerie
- Compagnie de renseignement
- Compagnie de fusiliers
- Bataillon des transmissions
- Bataillon de soutien matériel
- Compagnie de réparation et de maintenance
- Compagnie d'ingénierie
- Compagnie du commandant
- Compagnie NRBC
- Compagnie médicale
- Batterie de gestion et intelligence d'artillerie
- Peloton de commandement et de reconnaissance radar
- Peloton de gestion
- Peloton d'instructeurs
- Peloton de simulateurs
- Polygone de guerre électronique
- Brigade musicale

### Groupe musical

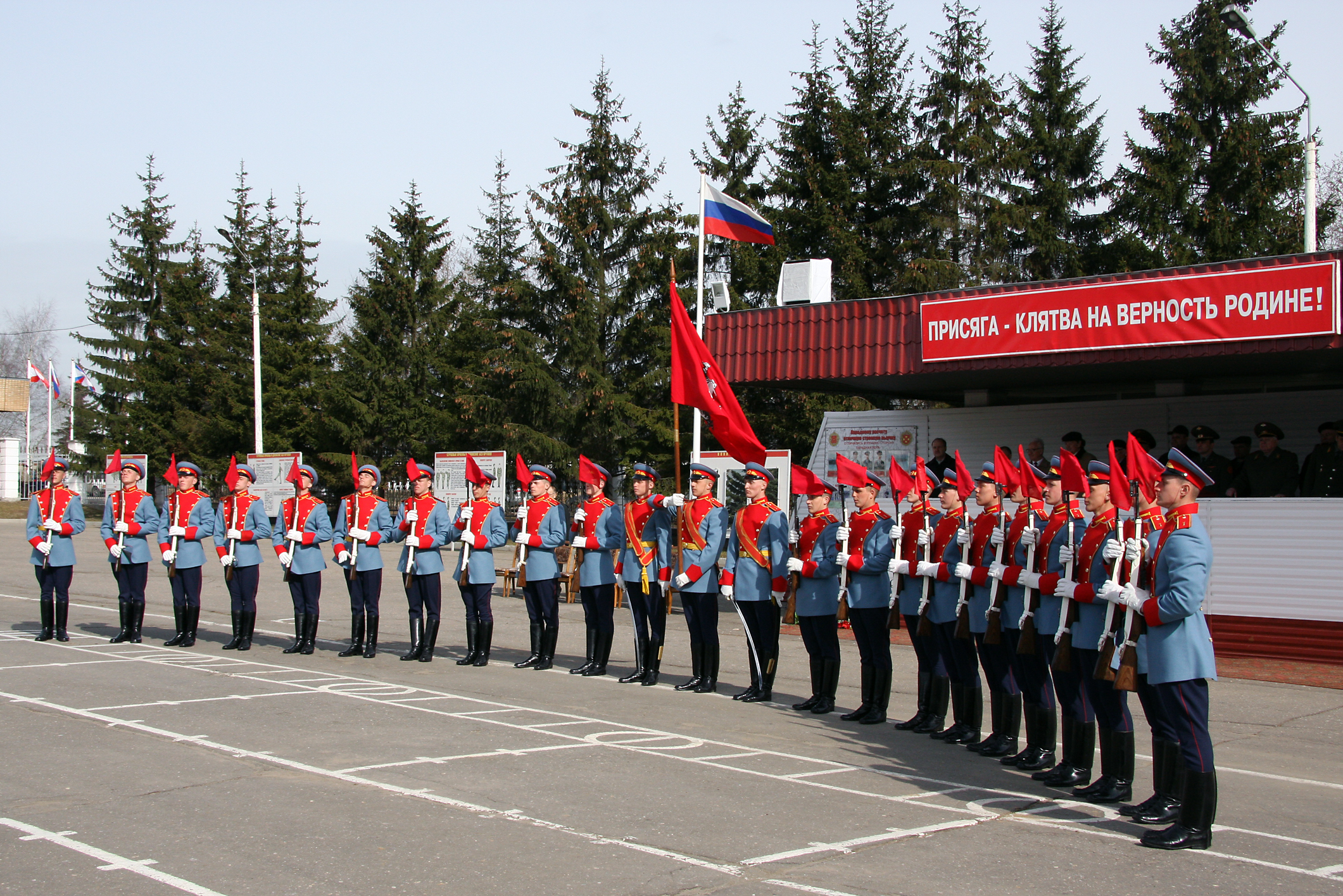
L'équipe musicale de la brigade un jour de parade.

Le chant militaire (groupe actuellement dirigé par le lieutenant Alexeï Bojedomov) est un groupe d'unités spécialisé dans la brigade, déployé dans le village de Mosrentgen à Moscou. Le groupe mène un accompagnement culturel actif à tous les événements de la brigade et lors d'événements culturels à Moscou. Il participe régulièrement au défilé du jour de la Victoire sur la place Rouge. Le groupe a participé au festival de musique militaire et au tattoo de la tour Spasskaïa de Moscou de 2017 à 2019.

## Commandants

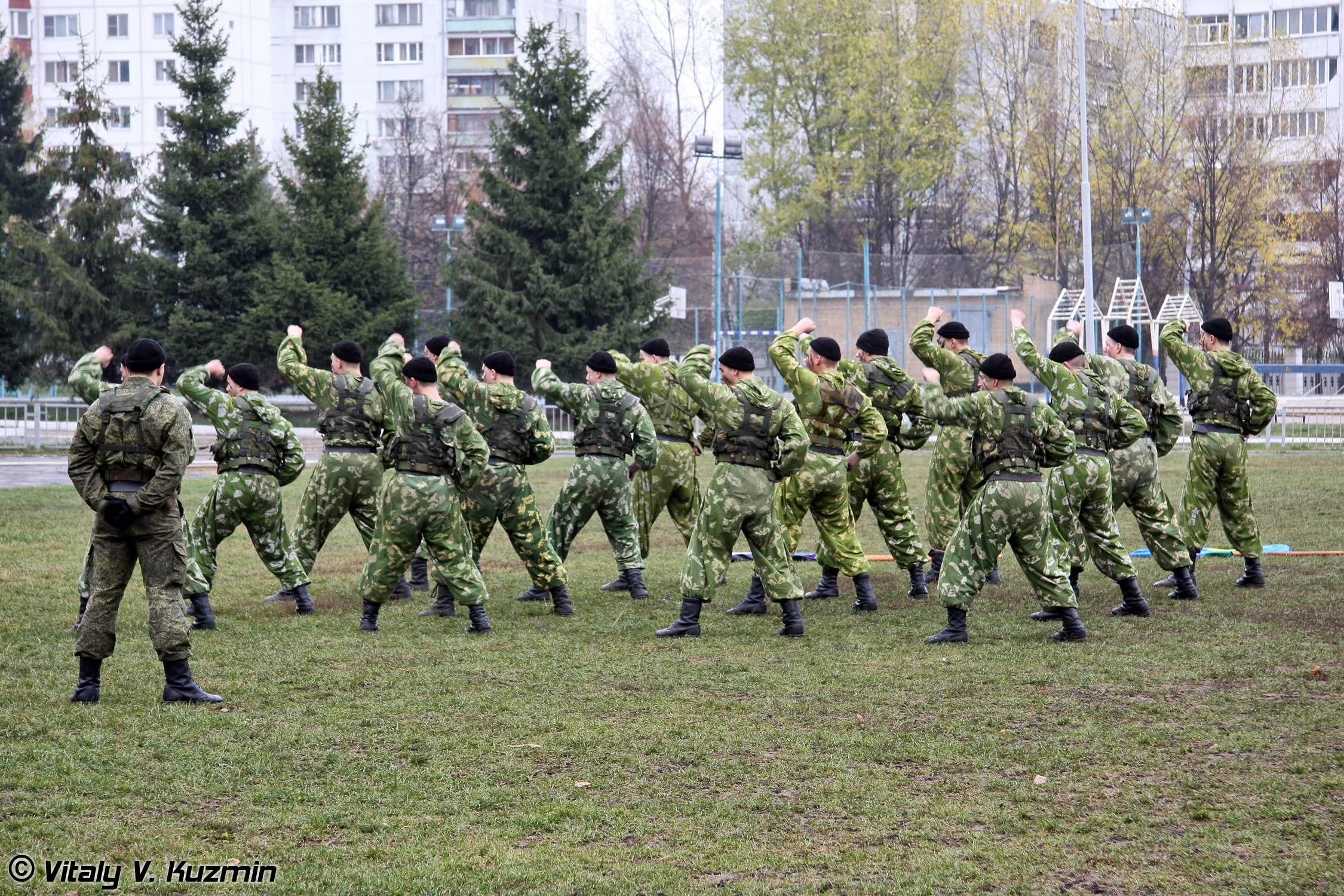
Démonstration de l'unité de renseignement.

- Valentine Krioukov (juin 1983 - août 1984)
- Guennadi Andreïev (août 1984 - août 1987)
- Piotr Medvedev (août 1987 - juillet 1988)
- Boris Poliakov (juillet 1988 - juin 1990)
- Alexandre Yegorov (juin 1990 - juillet 1993)
- Alexandre Denissov (juillet 1993 - février 1995)
- Sergueï Gueneralov (février 1995 - avril 1997)
- Alexeï Samolkine (avril 1997 - juin 1999)
- Ivan Bouvaltsev (juillet 1999 - juillet 2001)[11]
- Alexandre Koujiline (août 2001 - septembre 2003)
- Dmitri Yachine (novembre 2003 - octobre 2006)
- Alexandre Tchaïko (novembre 2006 - novembre 2007)
- Guennadi Oboukhov (décembre 2007 - décembre 2009)
- Andreï Trifonov (décembre 2009 - janvier 2012)
- Vladimir Yeremeïev (février 2012 - décembre 2013)
- Alexandre Santchik (décembre 2013 — décembre 2014)
- Sergueï Goriatchev (décembre 2014 — novembre 2015)
- Dmitri Aksionov (novembre 2015 - juillet 2021)
- Sergueï Safonov (depuis août 2021)

## Personnalités liées
- Yevdokiya Zavaliy a servi dans le 6e régiment de la Garde.

### Héros de la fédération de Russie
- Lieutenant-colonel du Vladimir Belov
- Lieutenant de la Garde Alexandre Solomatine